# Прищепа, Пётр Куприянович
Петр Куприянович Прищепа (19 июня 1937, село Сербы Емильчинского района, теперь Житомирской области — 2 июня 2014, город Ровно) — советский партийный деятель, председатель Ровенского облисполкома. Депутат Верховного Совета УССР 10-11-го созывов. Член ЦК КПУ в 1990 — 1991 г. Народный депутат СССР в 1989 — 1991 г.

## Биография
Учился в Черницком сельскохозяйственном техникуме Львовской области. В 1960 году окончил агрономический факультет Львовского сельскохозяйственного института.
В 1960 — 1961 г. — агроном колхоза «Коммунист» Ровенского района Ровенской области.
В 1961 году стал членом КПСС.
В 1961 — 1963 г. — директор Ровенской областной контрольно-семенной лаборатории.
В 1963 — 1966 г. — инструктор сельскохозяйственного отдела Ровенского областного комитета КПУ.
В 1966 — 1973 г. — 1-й секретарь Корецкого районного комитета КПУ Ровенской области.
В 1973 — 1977 г. — секретарь Ровенского областного комитета КПУ.
В июле 1977 — сентябре 1989 г. — председатель исполнительного комитета Ровенской областной рады народных депутатов.
В августе 1989 — ноябрь 1990 г. — 1-й секретарь Ровенского областного комитета КПУ.
В апреле 1990 — июль 1994 г. — председатель Ровенской областной рады. В июле 1994 — июне 1998 г. — заместитель председателя Ровенского областного совета.
С 1998 — на пенсии. В 1998 — 2005 г. — консультант председателя Ровенской областной государственной администрации.

## Звание
- полковник

## Награды
- три ордена Трудового Красного Знамени
- орден Дружбы народов
- два ордена «За заслуги»
- медали